# Bankekinds tingslag
Bankekinds tingslag var ett tingslag i Östergötlands län och från 1853 i Åkerbo, Bankekinds och Hanekinds domsaga. Det bildades 1680 och upplöstes 1 januari 1889 då dess verksamhet överfördes till Åkerbo, Bankekinds och Hanekinds tingslag.

## Ingående områden
Tingslaget omfattade Bankekinds härad.